# 힌두교
힌두교(Hinduism, 산스크리트어:  हिन्दू धर्म) 또는 사나타나 다르마(산스크리트어: सनातन धर्म)는 인도 신화 및 브라만교를 기반으로 형성된 인도 계통 다신교로, 인도를 비롯한 남아시아에서 널리 믿는 종교이자 인도의 민족종교 및 최대종교이다. 힌두교를 범인도교라 함은 힌두(Hindū)는 인더스강의 산스크리트 명칭은 넓은 강을 의미하는 ‘신두(Sindhu)’에서 유래했으며, 이는 인도와 같은 어원이기 때문이다. 힌두교라고 할 때 민간 힌두교 전통과 베다 힌두교 전통에서 비슈누파와 같은 박티 전통에 이르기까지 다양하고 복잡한 전통 전체를 뜻한다. 또한 요가 전통과 카르마 개념에 기초한 매일의 도덕적 삶과 힌두 결혼 풍습과 같은 사회적 일반 규범도 포함한다.
힌두교는 기독교와 이슬람교 다음 가는 세계에서 4번째로 신도 수가 많은 종교다. 그 수는 2005년 기준으로 9억 4,000만명에 달한다. 힌두교의 발생은 고대 인도의 종교 사상인 베다와 인도 신화에서 비롯하며, 베다 사상은 기원전 1500년 이전으로 거슬러 올라간다. 베다는 초기 힌두교 종교이며, 그 경전은 현존하는 문학 문헌 중 가장 오래 되었다고 여긴다. 힌두교 신자는 출신 지역이나 가문과 연계한 신 하나를 섬기지만, 여러 신들의 존재를 부정하지 않는 다신교적 일신교(택일신교 또는 일신숭배)다. 다양한 지역적 신들이 하나의 종교사상으로 연합한 형태의 종교이므로 교주(敎主) 즉 특정한 종교적 창시자가 없는 특징이 있다.

## 명칭
힌두교로 번역되는 영어 힌두이즘(Hinduism)이라는 명칭은 영국이 인도를 식민지로 삼으면서 인도의 종교에 자의적으로 붙인 이름이다. 원래 힌두교 신자들은 자신들의 종교를 힌두교라고 부르지는 않았으며, 영원한 다르마(법칙)라는 의미의 '사나타나 다르마(산스크리트어: Sanātana Dharma)라'고 불렀다. 산스크리트어 사나타나 다르마는 힌두교의 기본 교의를 지칭하는 말이다. 사나타나(Sanātana)는 영원하다는 뜻이며 다르마(Dharma)는 법(法) 또는 법칙으로 번역된다.
힌두이즘이란 말은 서양에서 종교를 포함한 인도의 문화의 특질을 총칭한 표현이다. 따라서 가장 넓은 의미에서 힌두교란 모든 인도 종교를 포함한다. 그러나 일반적인 의미에서 힌두교란 외래 종교인 이슬람교 · 조로아스터교(특히, 파시교) · 기독교를 제외하며, 인도 고유 종교 가운데서도 불교 · 자이나교를 제외한다. 가장 좁은 의미에서 힌두교란 불교와 자이나교 진출로 한때 후퇴하였던 베다 힌두교 전통, 즉 브라만교가 8세기경에 새로운 종교적 형태로 대두한 것을 의미한다.
일반적으로 힌두교라고 할 때는, 민간 힌두교 전통과 베다 힌두교 전통으로부터 비슈누파와 같은 박티 전통에 이르기까지, 위의 타 종교들을 제외한 여러 다양하고 복잡한 전통들 전체를 뜻한다. 이 일반적인 의미의 힌두교에는 또한 요가 전통이 포함되며, 카르마 개념에 기초한 매일의 도덕적 삶과 힌두 결혼 풍습과 같은 사회적 일반 규범도 포함된다.

## 역사

### 발생
힌두교는 고대 인도에서 발생하였다. 힌두교의 경전인 베다는 기원전 1500년 경에 성립되어 베다 산스크리트어로 기록되었다.

### 전파
근대 이전에 인도 부근의 네팔, 인도네시아 지역에 전파되었으며 근대에 이르러 인도인들의 이주에 따라 세계 각지로 전파되었다.
힌두교의 많은 신들과 주요 사상은 불교에 큰 영향을 주었으며 불교의 전파와 함께 힌두교의 신화와 전설이 전파되었다.
네팔은 2008년 힌두교를 국교로 지정했었지만 2015년부터 민주화로 인해 국교가 아니게 되었다. 인도는 종교의 자유를 인정하나 많은 사람들이 힌두교를 믿는다. 또한 힌두교는 굽타왕조의 지원 아래 확산되었다.
아프리카 국가 중에서는 마다가스카르 동쪽의 모리셔스가 힌두교가 종교 중 최다 비중을 차지하고 있다.

## 경전
힌두교의 정전은 베다 · 우파니샤드이며 그 외에도 브라마나 · 수트라 등의 문헌이 있는데, 이 모든 것들은 인도의 종교적 · 사회적 이념의 원천이 되고 있다. 또한 경전에 준하는 것으로 《마하바라타》와 《라마야나》(라마의 기행)의 2대 서사시가 유명한데, 특히 전자의 일부인 《바가바드 기타》는 널리 애창되고 있다. 이 외에 푸라나 · 탄트라 · 아가마 · 상히타 등이 힌두교 각 파에서 존중되고 있다.

## 종파

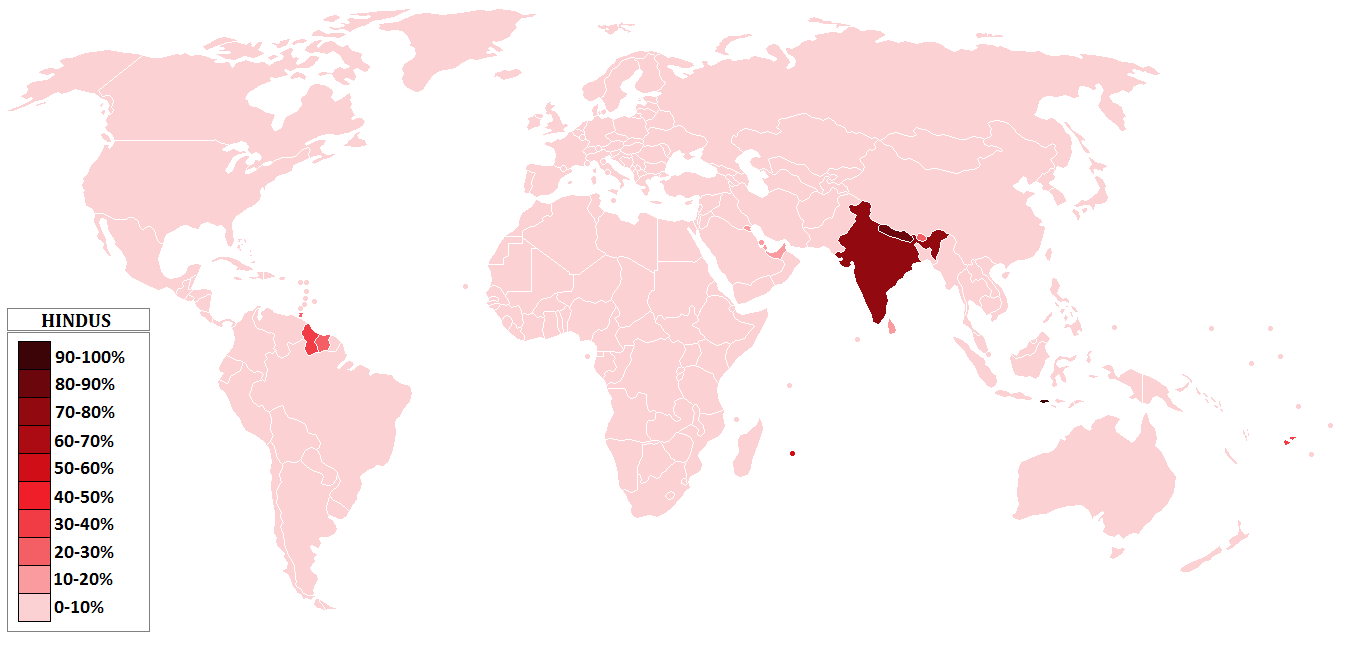
힌두교 인구 분포

조금 부유한 북쪽지방과 브라만 계급과 크샤트리아 계급중에서는 비슈누파가 많고 남쪽의 가난한 지방과 수드라 계급과 불가촉천민인 찬달라에게는 시바파가 많다.

## 교리

### 기본 교리
힌두교의 기본 교의는 우주의 법칙과 인간의 윤회를 근간으로 한다. 힌두교의 교의를 이루는 기본 개념들은 대부분 이후 불교, 자이나교, 시크교 등 인도에서 발원한 다른 종교에 도입되었다.
- 기본 교리
  - 우주론
  - 윤회(산스크리트어: संसार Samsara)
  - 브라흐만(산스크리트어: ब्रह्मन् Brahman)
  - 신(산스크리트어: ब्रह्मन् Brahman)
  - 아트만(산스크리트어: आत्मञ् Atman)
  - 카르마(산스크리트어: कर्म Karma)
  - 다르마(산스크리트어: धर्म Dharma)
  - 모크샤(산스크리트어: मोक्ष Mokṣa)

### 우주론
힌두교에 따르면 우주는 생성, 발전, 소멸을 반복한다. 브라흐마신이 우주를 생성하고 비슈누신이 우주를 유지, 발전시키며 시바신이 우주를 소멸시킨다. 마치 계절이 바뀌듯 우주의 시간도 바뀌어 결국에는 낡은 우주가 소멸되고 새로운 우주가 만들어진다.

### 윤회
윤회(산스크리트어: संसार,Samsara)는 돌아간다는 뜻이다. 흔히 수레바퀴로 상징된다. 수레바퀴가 한바퀴 돌아 제자리로 돌아가듯 인간 역시 이 번 생애에서 다음 생애로 돌아간다는 뜻이다.
힌두교의 교의에 의하면 인간 역시 우주 안에서 끊임없이 낳고 죽기를 반복하며 윤회한다. 인간이라 하더라도 다음 생애에는 짐승으로 태어나기도 하며 천신으로 태어나기도 한다. 이러한 수없이 많은 윤회의 과정에서 사람은 한 인생을 살면서 쌓은 업(산스크리트어: Karma)에 의해 다음 생애가 결정된다. 다르마에 따른 삶을 살다 죽으면 다음 생애에는 보다 고귀한 존재로 태어난다. 다르마에 어긋나는 삶을 살면 고귀한 존재라 할지라도 다음 생애에는 비천한 존재로 태어난다.

### 브라흐만
브라흐만(산스크리트어: Brahman)은 우주의 진리 또는 우주 자체를 가리키는 말이다. 힌두교의 최상위 목표는 '참된 나'인 아트만이 '우주의 진리'인 브라흐만과 하나가 되는 것이다. 카스트 제도의 가장 상위계층을 브라만이라고 칭한 것은 이들이 스스로 브라흐만을 구하는 것이 자신들의 업이라고 생각했기 때문이다.

### 신
힌두교의 신은 브라흐마(Brahma), 비슈누(Vishnu), 시바(Shiva)의 삼주신(Trimurti,三主神)과 여러 남신, 여신들로 이루어져 있다.

### 아트만
힌두교에서 생명은 숨과 같은 의미로 쓰였으며 아트만의 원래 뜻은 숨쉰다는 뜻이다. 한국에서 생명을 목숨으로 표현하는 것과 유사하다. 숨쉬는 생명 아트만(산스크리트어: आत्मञ्,Atman)은 '나'를 말한다. 그러나, 끊임없이 윤회하는 삶에서 지금의 나는 '참된 나'가 아니다. 지금의 나는 과거의 윤회를 거치는 동안 내가 쌓은 업(산스크리트어: Karma, 業)에 의한 것이다. '참된 나'는 윤회의 과정에서 계속하여 존재하여 없어지지도 않고 변하지도 않는 '나라는 생명의 본질'을 뜻한다.

### 카르마
카르마(산스크리트어: Karma)는 업(業)으로 한역(漢譯)된다. 살아가면서 하는 모든 행위를 말한다. 업에는 다르마(산스크리트어: Dharma)에 마땅한 업과 다르마를 거스르는 업이 있다. 선업(善業)으로 한역(漢譯)되는 '선한' 카르마는 다르마에 마땅한 업을 쌓는 것을 의미하며 선업을 쌓으면 다음 윤회에 보다 존귀한 존재가 된다. 다르마를 거스르는 악업(惡業)을 쌓으면 다음 윤회에 보다 미천한 존재가 된다.

### 다르마
다르마(산스크리트어: Dharma)는 법(法)으로 번역된다. 이때 '법'이 의미하는 바는 우주에 존재하는 영원한 법칙이기도 하며 모든 생명이 마땅히 따라야할 본질을 말하기도 한다. 고대 인도에서 유래한 신분제도인 카스트 제도에 의한 각 신분의 다르마는 브라만의 지혜, 크샤트리아의 용맹, 바이샤의 근면이다. 플라톤이 《국가》에서 제시한 삼계급설과 유사하다.

### 모크샤
모크샤는 브라만과 합일되는 것 또는 깨달음을 얻는 것을 말한다.

## 윤리

### 개요
힌두교의 교의에 의해 힌두교도들은 현세의 부귀를 전생에 의한 보상으로 생각하며 현세의 고난을 내세의 보상을 받기 위한 기회로 여기게 된다. 이러한 성격으로 인해 힌두교는 현세적이며 세속적인 성격이 강한 기복 신앙의 성격과 명상 요가 고행과 같은 신비주의적 성격을 동시에 지닌다.

### 소고기
힌두교인들은 소고기를 먹지 않는다. 그 이유는 절대인격신 바가반 크리슈나는 소를 돌보는 목동이었고 소를 아주 사랑했기 때문이다. (하지만 먹기도 한다.) 크리슈나는 유제품을 사랑했으며 "나에게 꽃과 잎 한 송이 물 혹은 우유를 바치면 난 그것을 기쁘게 받아들이겠다."라고 바가바드 기타 9장 28절에서 기록되어있다.
그리고 베다에 따르면, 선한 생을 산 사람은 다음 생에 보다 윗 단계의 존재로 태어나고, 악한 생을 산 사람들은 다음 생에 그보다 아랫단계의 존재로 떨어지는데, 가장 낮은 단계의 생물은 악마와 같은 사악한 일을 하는 존재이며 가장 높은 단계의 생물은 인간이다. 악마에서 인간이 되기까지는 86번의 환생을 거쳐야만 하며, 이 과정에서 인간의 바로 전 단계의 생물을 소로 보고 있다. 거기에 한 마리의 소 안에 3억명 이상의 신이 존재한다고 믿고 있는데, 소를 죽이거나 먹은 사람은 신성모독 취급을 받아 다음 생에 무조건 벌을 받게 된다.
그러니 소는 신성한 가축으로 여겨지고있으며, 아힘사 즉 비폭력은 사나타나 다르마의 기본 윤리이기에 절대 동물을 살생하지 않는다.

## 같이 보기
- 베다
- 비밀 힌두교(영어판)
- 브라만교 · 베다 힌두교
- 동남아시아의 힌두교(영어판)
- 힌두교의 동물 희생(영어판)
- 가디마이 축제(영어판)

## 참고 문헌
- 이 문서에는 다음커뮤니케이션(현 카카오)에서 GFDL 또는 CC-SA 라이선스로 배포한 글로벌 세계대백과사전의 "힌두교〔서설〕" 항목을 기초로 작성된 글이 포함되어 있습니다.
- 《우파니샤드I,II》, 이재숙 옮김, 한길사, 1997, 서울

## 추가 정보 (영어)
- King, Richard. "Orientalism and the modern myth of" Hinduism"." Numen 46.2 (1999): 146-185.
- Frykenberg, Robert Eric. "Constructions of Hinduism at the Nexus of History and Religion." The Journal of interdisciplinary history 23.3 (1993): 523-550.
- Ranganathan, Shyam. "Hinduism, Belief and the Colonial Invention of Religion: A before and after Comparison." Religions 13.10 (2022): 891.
- Oddie, Geoffrey A. "The Emergence and Significance of the term" Hinduism." Hinduism in India: Modern and Contemporary Movements 8 (2016).
- Sinha, Vineeta. "Unpacking the Labels" Hindu" and" Hinduism" in Singapore." Asian Journal of Social Science 25.2 (1997): 139-160.